# Walter Haefner
Walter Haefner (* 13. September 1910 in Zürich; † 19. Juni 2012 ebenda) war ein Schweizer Unternehmer. Sein in den Bereichen Automobilhandel und Software-Unternehmen aufgebautes Vermögen war nach Angaben des Forbes Magazine mit 4,3 Milliarden US-Dollar das drittgrösste der Schweiz (Stand 2012). Darüber hinaus war Haefner ein renommierter Züchter von Vollblutpferden und erfolgreicher Rennstallbesitzer. Die von ihm begründete Walter Haefner Stiftung unterstützt jährlich verschiedene gemeinnützige Einrichtungen. Teile seiner bedeutenden Kunstsammlung stiftete er 1995 dem Kunsthaus Zürich.

## Leben
Walter Haefner, der sich als Person selber stets zurückhielt und sich nie in der Öffentlichkeit präsentierte, wuchs in Zürich-Wollishofen auf. Seine Eltern waren der Missionar August Wilhelm Häfner und seine Frau Elise Meta, geborene Zuppinger. Nach Beendigung der schulischen Ausbildung mit der Handelsmatura studierte er an der Universität Lyon und der Universität Zürich Betriebswirtschaft. Zunächst arbeitete er als Ölverkäufer bei der Firma Shell. Im Anschluss folgte ein Angestelltenverhältnis bei der Bieler Niederlassung von General Motors. Seine Kenntnisse der Automobilwirtschaft nutzte er im Zweiten Weltkrieg und gründete die Autark AG, die – vor dem Hintergrund fehlender Ölimporte – mit Holzkohlegeneratoren für Automobile handelte. 1945 gründete er die Autohandelsfirma Neue Automobil- und Motoren AG (AMAG), die sich auf den Import von Automobilen in die Schweiz spezialisierte. Die AMAG entwickelte sich fortan zum grössten Schweizer Importeur für Modelle der Hersteller Volkswagen, Seat, Škoda, Audi und Porsche. Von 1951 bis 1974 war Haefner zudem im Aufsichtsrat der Volkswagen AG.
1950 gründete Haefner die Novelectric, eine Firma für Haushaltmaschinen, und 1958 das Bauunternehmen Mobag AG, das er in den 1970er Jahren abstiess.
Haefner erkannte früh die stärker werdende Rolle der elektronischen Datenverarbeitung und gründete 1960 die Automation Center AG in Wettingen, die zunächst nur für die Datenverarbeitung der eigenen Firmen vorgesehen war, zu der seit 1952 auch die Finanzverwaltungsfirma Walter Haefner Holding AG gehörte. 
1978 fusionierte Haefner die Walter Haefner Holding AG mit der Autark AG zur Careal Holding AG. Durch den schrittweisen Verkauf der Datenverarbeitungsfirma Automation Center AG in die USA erreichte Haefner 1987 eine 20,5-%-Beteiligung an der Computer Associates International, dem zweitgrössten Software-Unternehmen der Welt. Zwischenzeitlich konnte die Careal Holding den Aktienanteil an der CAI auf 24,5 % erhöhen. 2001 investierte Haefner 200 Millionen Franken in die Rettung der Swissair.
Haefner zog sich im Alter von 95 Jahren aus dem Berufsleben zurück. Er war verheiratet und hatte zwei Kinder. Sein Sohn Martin Haefner ist derzeitiger Geschäftsleiter der Careal Holding. Nach Schätzungen des Forbes Magazine betrug das Vermögen Walter Haefners 4 Milliarden US-Dollar. Damit stand er in der Liste der reichsten Personen weltweit an 268. Stelle (2011) und gehörte zu den zehn reichsten Schweizern.
Haefner verstarb im Alter von 101 Jahren am 19. Juni 2012 in Zürich.

## Pferdezüchter
Haefner, der selbst Amateurreiter war, erwarb 1962 in der Nähe von Maynooth im County Kildare in Irland einen ehemaligen Milchwirtschaftsbetrieb.  Es wurde in der Folgezeit zum Gestüt Moyglare Stud Farm ausgebaut, umfasst mittlerweile eine Fläche von 182 Hektar und ist für rund 100 Pferde ausgelegt. Manager des Gestüts ist seit 1971 der Veterinär Stan Cosgrove; die Leitung liegt bei Haefners Tochter. In Moyglare stehen 35 Mutterstuten, 10 weitere Stuten stehen im Ashford Stud in Kentucky.
Für seine Verdienste bei der Pferdezucht erhielt Haefner 1988 die Ehrendoktorwürde des Trinity College in Dublin. Nach dem Gestüt ist das jährlich stattfindende Pferderennen Moyglare Stud Stakes benannt, das zu den irischen Gruppe-I-Rennen gehört. Haefners Pferde gewannen seit 1977 vierundzwanzig Pferderennen der Gruppe-I, darunter 1996 das Irish Oaks und 2002 den Melbourne Cup.

## Kunstsammler und Mäzen
Über den Pferderennsport lernte Haefner den Kunsthändler Daniel Wildenstein kennen, der selber erfolgreicher Pferdezüchter war. Mitte der 1960er Jahre erwarb Haefner in der New Yorker Filiale von Wildenstein seine ersten Gemälde. Hierzu gehörten Der Dogenpalast, gesehen von San Giorgio Maggiore von Claude Monet, Auf dem Rennplatz von Edgar Degas, Der Gärtner von Georges Seurat, Weisse Hütten bei Saintes-Maries von Vincent van Gogh und Stillleben mit Blumen und Idol von Paul Gauguin. Diese Gemälde übergab Haefner 1974 dem Kunsthaus Zürich als Dauerleihgabe. 
Zuvor hatte Haefner 1966 bei der Gründung der Alberto-Giacometti-Stiftung mitgewirkt und 1973 für den neugeschaffenen Saal für Marc Chagall im Kunsthaus dessen Werk Au-dressus finanziert. Zudem spendete er wiederholt für den Ankaufsfonds des Kunsthauses, in dessen Stiftungsrat er 1965 berufen wurde. Von 1975 bis 1978 war er Vorstandsmitglied der Zürcher Kunstgesellschaft.
1995 schenkte Haefner dem Kunsthaus Zürich insgesamt zwölf bedeutende Gemälde. Neben den bereits seit 1974 als Leihgabe im Museum befindlichen Werken gehörten zu dieser Schenkung Claude Monets Waterloo Bridge und Das Parlamentsgebäude bei Sonnenuntergang, von Kees van Dongen Fillette au bois sowie von René Magritte die Werke A la suite de l’aeau, les nuages, Le seize septembre, La chambre d’ecoute und Les Grâces naturelles.
Haefner gründete die «Walter Haefner Stiftung», deren Ziel die Unterstützung gemeinnütziger Bestrebungen wissenschaftlicher, kultureller und karitativer Ausrichtung ist und die sich namentlich der Verbesserung der Lebensbedingungen von Kindern im In- und Ausland verpflichtet. Diese Stiftung schüttet jährlich 15 bis 20 Millionen Franken für gemeinnützige Zwecke aus. Zu den unterstützten Einrichtungen gehörte beispielsweise 1999 mit zehn Millionen Dollar «The Smile Train», eine Organisation, die Operationen von missgebildeten Kinder in China ermöglicht, und 2007 die Eidgenössische Technische Hochschule Zürich, die drei Millionen Schweizer Franken für Bildung und Forschung erhielt. Aber auch kleinere Institutionen wie der schweizerische Kinderzirkus Robinson oder der Zoo von Jerusalem – hier spendete er für den Bau eines Elefanten- und eines Giraffenhauses – fanden die Unterstützung von Haefner.

Gemälde aus der Sammlung Walter Haefner (Auswahl)
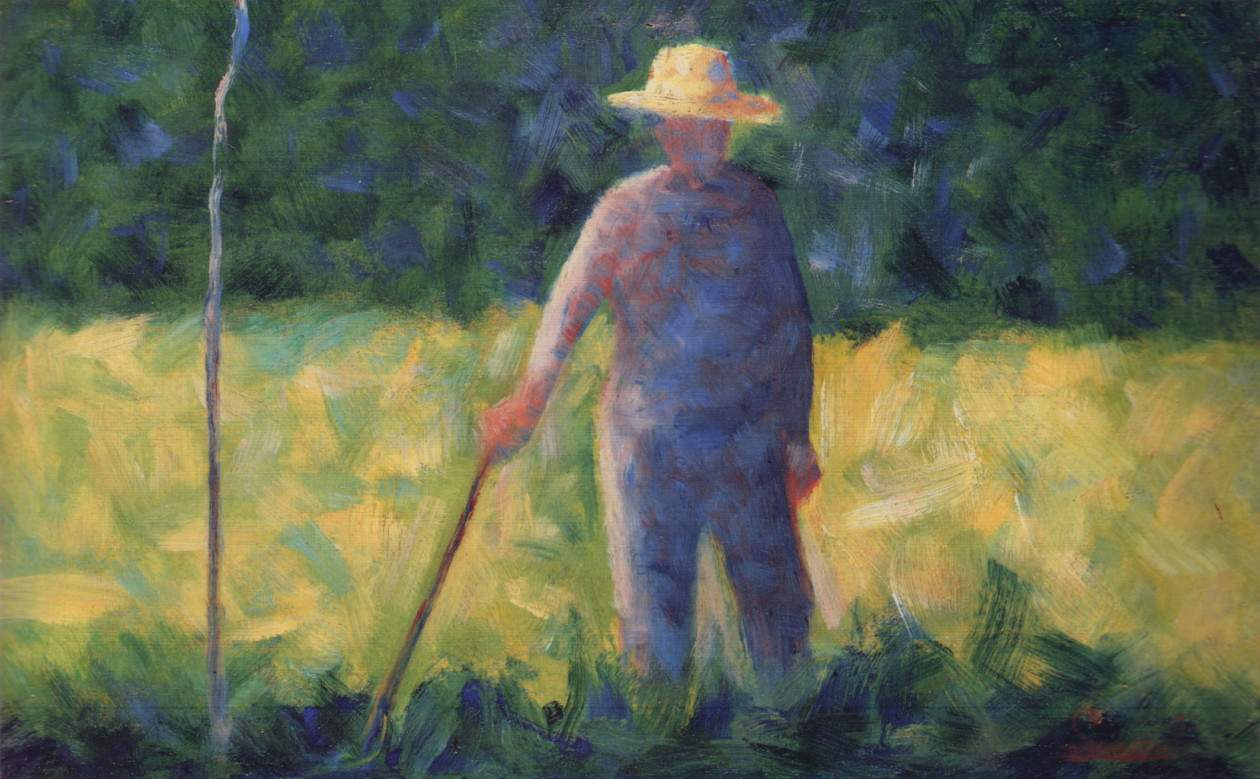
Georges Seurat: Der Gärtner
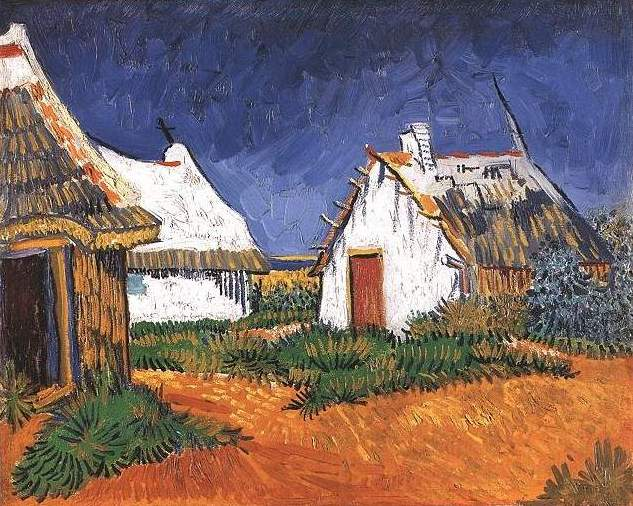
Vincent van Gogh: Weisse Hütten bei Saintes-Maries
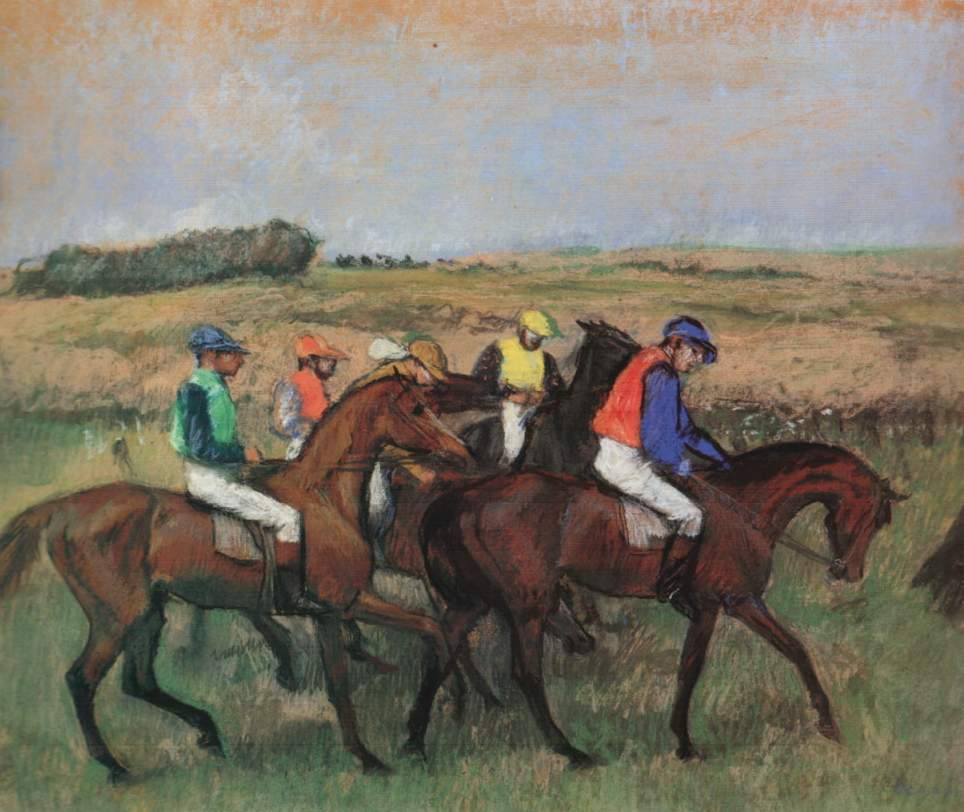
Edgar Degas: Auf dem Rennplatz
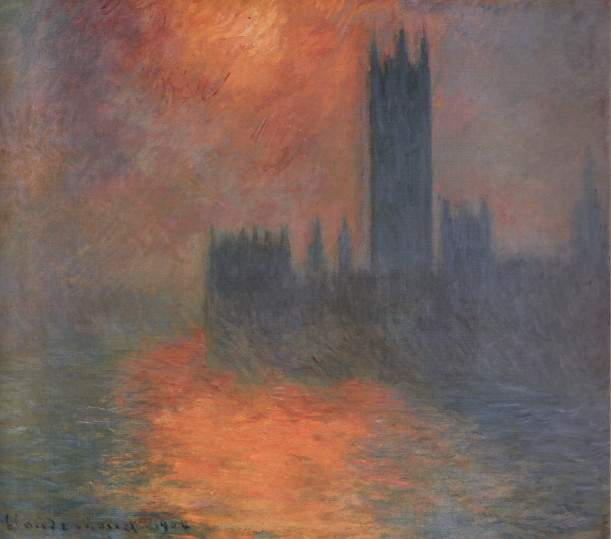
Claude Monet: Das Parlamentsgebäude bei Sonnenuntergang